# Széltető
J. R. R. Tolkien fantáziavilágában Széltető (Sindarin nyelven Amon Sûl) Eriador területének egyik jelentős dombja Középföldén, a Szeles-dombok legdélibb és legnagyobb csúcsa.
|  | Alább a cselekmény részletei következnek! |

Széltető az Öreg út mentén magasodik, Brítől keletre, hozzávetőleg félúton a Megye és Völgyzugoly között. A domb ezer láb magasra nyúlik a tengerszint fölé, s egykoron, Arnor idejében, őrtoronynak adott helyet. A tornyot és az erődítményt a Harmadkor 1409. évében lerombolták és felgyújtották, de legteteje, amin kör alakban kövek állnak, még most is egyenletes. A tetőről egy ösvény vezet észak felé, összekötve a Széltetőt a Szeles-dombok többi erődjével. A torony eredetileg őrzőhelye volt a hét palantír egyikének.
A Széltetővel nem találkozhatunk A babóban, de itt játszódik A Gyűrűk Ura egyik jelenete. Miután elhagyják Brít, Vándor és a négy hobbit, maguk mögött hagyva az utat, Széltetőre érkeznek észak felől. Miután felérnek, egy kövekből kirakott üzenetet találnak Gandalftól, és megpillantják a közeledő Gyűrűlidérceket a távolban. Azon az éjszakán a Gyűrűlidércek megtámadják táborukat a csúcs alatti kis völgyben, megsebesítik Frodót egy Morgul-tőrrel, de végül Vándor megfutamítja őket.
Valamint a hobbit című film első részében is felbukkan az ikonikus helyszín néhány képkocka elejéig innen indítja meg Azog a vadászatot Tölgypajzsos Thorin és csapata után.
|  | Itt a vége a cselekmény részletezésének! |